# Sarah Winnemucca
Sarah Winnemucca, també coneguda com a Tocmetoni o Shell Flower (nord-oest de Nevada, 1844-Henrys Lake, Idaho, 1891) fou una dirigent paiute. Era filla del cap paviotso Truckee, i amb 14 anys parlava cinc idiomes. Passà bona part de la seva vida en contacte amb els colonitzadors blancs. Durant la Guerra Bannock del 1878 va ajudar els blancs com a intèrpret, i fou traslladada a la reserva Yakama. El 1880 i 1883 visità Washington amb el seu pare i el 1883 publicà Life Among the Piutes: Their Wrongs and Claims, mercè al qual fou lectora un temps a la Universitat de San Francisco. S'oposà a la Llei Dawes del 1887 i va obrir una escola amb el seu marit, el blanc Lewis Hopkins.